# Chramostek
Chramostek je malá vesnice, část obce Lužec nad Vltavou v okrese Mělník ve Středočeském kraji. Nachází se asi jeden kilometr východně od Lužce nad Vltavou. Leží na pravém břehu Vraňansko-Hořínského plavebního kanálu. Je zde evidováno 19 adres. Trvale zde žije 34 obyvatel.
Chramostek je také název katastrálního území o rozloze 2,41 km².

## Historie
První písemná zmínka o vesnici pochází z roku 1338.

## Obyvatelstvo
| Rok            | 1869 | 1880 | 1890 | 1900 | 1910 | 1921 | 1930 | 1950 | 1961 | 1970 | 1980 | 1991 | 2001 | 2011 | 2021 |
| -------------- | ---- | ---- | ---- | ---- | ---- | ---- | ---- | ---- | ---- | ---- | ---- | ---- | ---- | ---- | ---- |
| Počet obyvatel | 153  | 147  | 168  | 191  | 141  | 164  | 128  | 117  | 117  | 77   | 55   | 39   | 34   | 46   | 76   |
| Počet domů     | 19   | 19   | 20   | 21   | 19   | 17   | 18   | 19   | 19   | 18   | 15   | 18   | 16   | 15   | 24   |

## Obecní správa
Při sčítání lidu v letech 1850–1879 Chramostek byl osadou obce Lužec nad Vltavou v okrese Mělník. V letech 1880–1949 byl samostatnou obcí v okrese Mělník. Od roku 1950 je opět částí obce Lužec nad Vltavou v okrese Mělník.